# Christian Holm (maler)
 Der er flere personer med dette navn, se Christian Holm.
Christian Frederik Carl Holm (født 18. februar 1804 i København, død 24. juli 1846 i Tivoli i Italien) var en dansk maler, søn af guldsmed Johan Christian Holm og Petronelle Truelsen som var fra Skåne.
Som eneste barn blev han efter faderens ønske uddannet til dennes håndværk, men da han kom på Kunstakademiet, brød lysten til at blive kunstner igennem. Først lagde han sig efter kobberstikkerkunsten hos Johan Frederik Clemens; begyndte derefter at modellere, men gik snart over til at blive maler, og allerede i 1823 udstillede han en kopi efter Porbus. To år efter vandt han den mindre sølvmedalje. 
Samtidig blev han elev af Gebauer, idet han ønskede at blive bataljemaler, men da der ingen lejlighed tilbød sig til at studere dette fag i den forhåndenværende fredsperiode, førtes han under lærerens påvirkning mere og mere over til at blive dyremaler. Men han udstillede dog flere billeder, der gav ham navn som en lovende bataljemaler, således Gustav Adolf i Slaget ved Lützen, Dronning Philippa forsvarer Kjøbenhavn, Slaget ved Heide med. flere; men også emner af anden art, som Hippolyts Død. De to sidstnævnte blev købt til Den Kongelige Malerisamling. 
Man savnede i disse billeder grundighed, alvorlige studier, ro og klarhed i tanken, men så dog også så meget talent deri, at Akademiet varmt anbefalede ham allerede i 1829 til Fonden ad usus publicos, der det følgende år gav ham en rejseunderstøttelse til en toårig udlandsrejse. Da han imidlertid kun var borte i ét år (1830), blev halvdelen af summen tilbageholdt og først udbetalt under en senere rejse. Han havde ganske vist udstillet nogle landskaber med heste, men det var dog først efter denne rejse der gik til Dresden og München samt Tyrol, at han synes i større omfang at have helliget sig til dyremaleriet; således købte Malerisamlingen i 1833 maleriet "2 Hunde", motiv fra Tyrol. 
I 1832 giftede han sig med Rosalie Petit (1807-1873) og rejste i 1834 med hende til München for ikke senere at gense sit fædreland. Det friske kunstnerliv i Bayerns hovedstad øvede åbenbart en befrugtende virkning på hans talent. Han vovede sig til større opgaver og synes at have behandlet dem med mere kraft og sikkerhed. Til senator Jenisch i Hamborg solgte han et stort billede, En Rensdyrjagt. Under en rejse til Rom i 1838-39 malede han Daniel Rantzau erobrer Tureby Bro, som blev købt til Malerisamlingen.
Efter nogle års ophold i München tog han atter 1845 med sin familie til Rom, idet kongen, Christian 8., i stedet for at give ham et nyt stipendium bestilte to større malerier hos ham. Det sidste: Romerske Kampagnoler ved et Osteri, blev først udstillet efter hans død, da overanstrengelse under den brændende sol i Roms kampagne (en) resulterede i en feber, der på få dage førte til hans død 24. juli 1846 i Tivoli i hustruens og hans ven Albert Küchlers nærværelse. Hans enke kom i slutningen af 1846 til København med de faderløse børn. Såvel Holm som hans hustru har udført nogle raderinger.

## Billeder
| - Værker af Cristian Holm - Franske kyrasser angriber en russisk forpost, 1827 - Hippolyts død, 1829 - Malerne Wilhelm Bendz tv. og Holm i atelier med modeller, ca. 1830 - Geder i Alperne, 1834 - Daniel Rantzau bemægtiger sig Tureby Bro i Skåne under Syvårskrigen 1563-1570, ca. 1839 - Natlig træfning mellem norsk og svensk kavaleri. Ml. 1818 og 1824 - To hunde i et bjerglandskab, motiv fra Tyrol Ml. 1818 og 1833 |